# Niños haciendo bailar a un gato
Niños enseñando a bailar a un gato, también conocido como La lección de baile, es una pintura de Jan Steen en el Rijksmuseum de Ámsterdam.

## Presentación

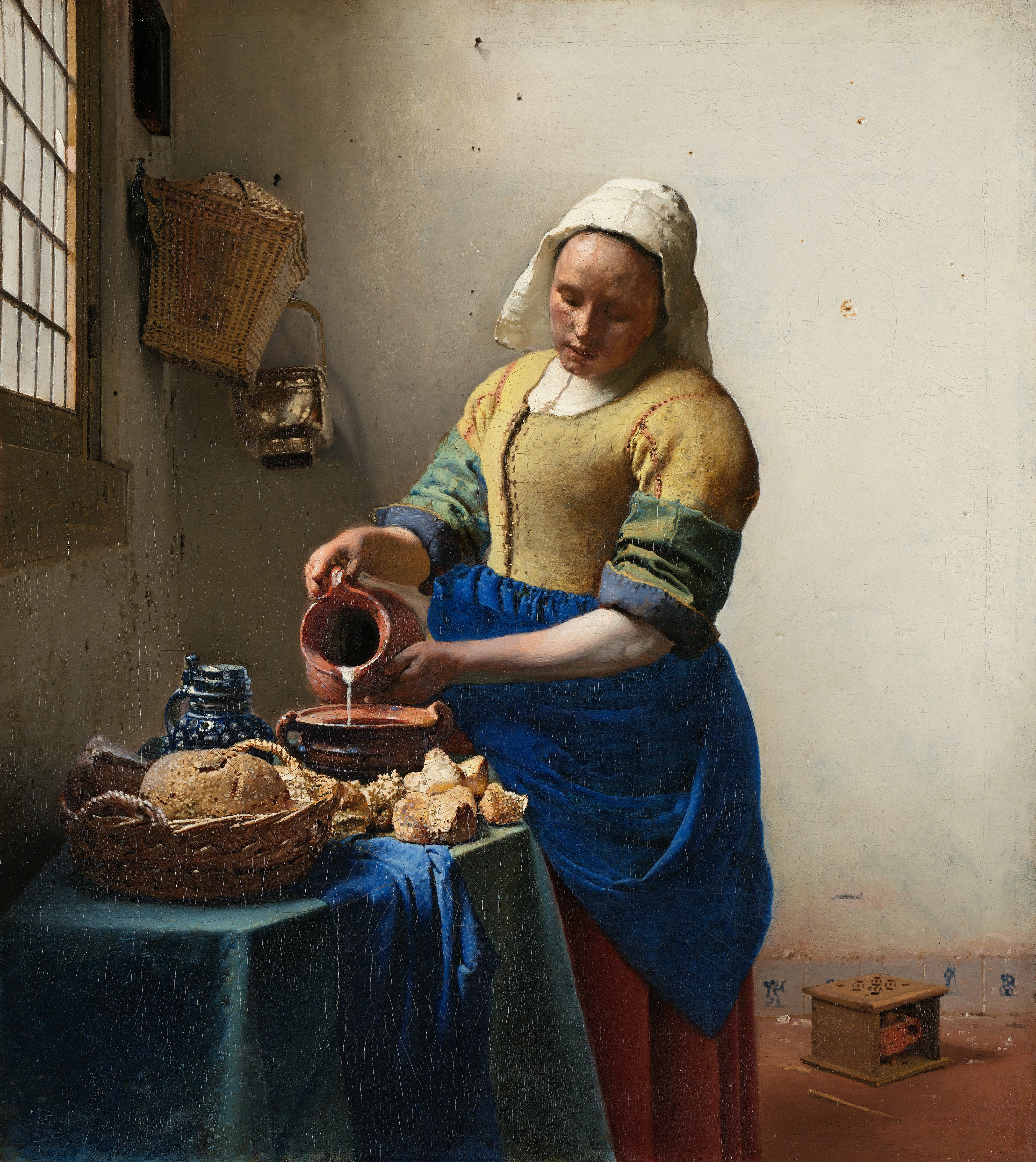
Johannes Vermeer. La lechera. Aprox. 1660. Ámsterdam, Rijksmuseum.

Representa a un grupo de niños en un interior alrededor de una mesa. Una niña toca una chirimía. El niño de la izquierda canta en voz alta, balanceando la cola de un gato. Mientras tanto, otro muchacho (u hombre) intenta hacer bailar al gato, que maúlla molesto. Un perro le ladra al gato. Es un divertido desastre. Un hermoso mantel blanco se ha dejado a un lado casualmente y un laúd cuelga en la pared del fondo. Una sartén descansa en el suelo contra una silla. Sobre la silla hay un cuenco de plata caro. Otro niño, sentado, sostiene una pipa de barro.
La escena es una de las muchas piezas de género de Jan Steen, en la que da un ejemplo negativo, es decir, muestra cómo "no se deben hacer las cosas". Los niños están literalmente haciendo una travesura. El anciano que se asoma por la ventana por encima de su cabeza parece amonestar a los niños. La niña de la derecha lleva ropa demasiado grande para ella, probablemente ha pertenecido antes a una hermana mayor. El historiador de arte Eddy Schavemaker señala similitudes entre estas prendas y las de La lechera de Johannes Vermeer.

## Origen
La obra proviene de la colección del jonkheer Jacob Salomon Hendrik van de Poll (1837-1880) en Ámsterdam. Legó su colección al Rijksmuseum en 1880.
- Datos: Q17322404
- Multimedia: The Dancing Lesson by Jan Steen / Q17322404